# Sébastien Rouet
Sébastien Rouet, (19 de febrero de 1985, Bayona, Pirineos Atlánticos), es un exjugador de rugby internacional español de origen francés que jugaba como medio melé.
Su hermano Guillaume Rouet también es jugador de rugby profesional y juega como medio scrum.

## Biografía
Es hermano de Guillaume Rouet, también jugador profesional de rugby. Tras una carrera profesional que le vio jugar en PAU, Lourdes, Saint-Étienne y Narbonne, fichó por el Avenir Gruissanais en Fédérale 2 en 2018, donde permaneció dos temporadas. En 2020 se incorporó a su club de formación, Hasparren AC. Se convirtió en empleado a tiempo completo del club, convirtiéndose en entrenador dentro del club. Actualmente entrena a menores de 14 años a tiempo completo y asesora a jugadores clave desde las categorías menores hasta las inferiores.